# Поццовиво, Доменико
Доме́нико Поццови́во (итал. Domenico Pozzovivo ; род. 30 ноября 1982, Поликоро) — итальянский профессиональный шоссейный велогонщик, выступающий с 2018 года за команду Мирового тура «Bahrain Victorious».

## Карьера
Первый профессиональный контракт Поццовиво подписал в 2005 году с командой Ceramica Panaria-Navigare, за которую выступал до 2012 года включительно. В первом сезоне лучшим для итальянца стало пятое место на Джиро Аппенино, кроме того он принял участие в Джиро, но не смог её завершить, сойдя с гонки на 19-м этапе до Сестриера. Второй раз на Джиро Доменико стартовал два года спустя. Там он проявил себя неплохим горняком и занял итоговое 17-е место, опередив Марко Пинотти и Винченцо Нибали. В 2008 году он занял третье место на сложной итальянской многодневке Джиро дель Трентино, а на Джиро смог пробиться в десятку сильнейших, заняв девятую позицию в общем зачете.
На Джиро 2009 команда Поццовиво не получила приглашения из-за многочисленных допинговых скандалов, в которых она была замешана. Основной целью Доменико стал недельные внутриитальянские гонки. Он одержал первую профессиональную победу, выиграв этап на Туре Ломбардии, стал четвёртым на Джиро дель Трентино и вторым на Туре Брешии. Год спустя Поццовиво выиграл этап на Джиро дель Трентино с финишем на Альпе ди Пампеаго, а в общем зачете стал третьим. Кроме этого, итальянец одержал победу в общем зачёте Тура Брешии, выиграв на нём два горных этапа. Неудачным оказалось выступление на Джиро — из-за болезни Доменико вынужден был покинуть гонку уже на 13-м этапе. По сходному сценарию прошла и следующая Джиро, на которой Поццовиво не смог показать хороших выступлений и сошёл на 15-м этапе гонки.
В 2012 году Поццовиво наконец-то смог выиграть Джиро дель Трентино, благодаря победе на третьем этапе, который завершался сверхкрутым подъёмом Пунта Велено, на котором Поццовиво одиночной атакой не оставил шансов своим соперникам, среди которых были Дамьяно Кунего, Иван Бассо и Микеле Скарпони. Помимо общего зачета Поццовиво выиграл и зелёную майку лучшего горного гонщика. Успех на этой гонке автоматически сделал Доменико одним из претендентов на высокие места Джиро. Несмотря на негативный опыт выступлений на Джиро Поццовиво смог показать неплохой результат, венцом которого стала сольная победа на среднегорном восьмом этапе до Лачено. В общем зачете Поццовиво стал восьмым, отстав от победившего Райдера Хешедаля на шесть минут. После Джиро Поццовиво выиграл королевский этап Тура Словении, но в общем зачете остался вторым, уступив 6 секунд хозяину Янезу Брайковичу. В августе 2012 года Поццовиво подтвердил, что в сезоне 2013 будет выступать за команду Про-тура Ag2r–La Mondiale.
Доменико Поццовиво имеет кандидатскую степень в области экономики, после защиты диссертации об эконономическом развитии южных регионов Италии.

## Достижения
| ГК  | Генеральная классификация |
| ГрК | Горная классификация      |

## Статистика выступлений наГранд Турах
| Гранд Тур | 2005 | 2006 | 2007 | 2008 | 2009 | 2010 | 2011 | 2012 | 2013 | 2014 | 2015 | 2016 | 2017 | 2018 |
| --------- | ---- | ---- | ---- | ---- | ---- | ---- | ---- | ---- | ---- | ---- | ---- | ---- | ---- | ---- |
| Джиро     | НФ   | —    | 17   | 9    | —    | НФ   | НФ   | 8    | 10   | 5    | НФ   | 20   | 6    | 5    |
| Тур       | —    | —    | —    | —    | —    | —    | —    | —    | —    | —    | —    | 33   | —    | 18   |
| Вуэльта   | —    | —    | —    | —    | —    | —    | —    | —    | 6    | —    | 11   | —    | НФ   | —    |